# Touvre
Pour les articles homonymes, voir Touvre (homonymie).
Touvre est une commune du Sud-Ouest de la France, située dans le département de la Charente (région Nouvelle-Aquitaine).
Elle est située à l'est de l'agglomération de la ville d'Angoulême, et les sources de la Touvre sont sur son territoire.
Ses habitants sont les Tolvériens et les Tolvériennes.

## Géographie

### Localisation et accès
Touvre est une commune située à 8 km à l'est d'Angoulême dont elle fait partie de la Communauté d'agglomération. Elle est située aux sources de la Touvre.
Touvre est aussi situé à 3 km au sud-est de Ruelle dont elle fait partie du canton.
La D 699, route d'Angoulême à Montbron, ancienne N.699, traverse la commune du sud-ouest au nord-est. La commune est aussi desservie par la D 23 qui va de Champniers et Ruelle à Sainte-Catherine et qui longe la rive gauche de la Touvre, et la D 57 qui passe sur la rive droite. La D 408, perpendiculaire, longe la D 699, va de L'Isle-d'Espagnac et Magnac (Bellevue) au Pontil (commune de Touvre). La route forestière de Bois-Blanc la prolonge vers l'est en direction du Quéroy.
La voie ferrée d'Angoulême à Limoges traverse aussi la commune, mais sans arrêt ni gare. Touvre est cependant desservie par les transports en commun d'Angoulême (ligne 26 de la STGA, en direction de Ruelle).

### Hameaux et lieux-dits
La commune ne possède pas de bourg proprement dit, mais des hameaux disséminés dans les vallées de la Touvre et de l'Échelle.
L'église et l'ancien château sont situés sur le promontoire dominant les sources de la Touvre et à l'écart des voies de communication. La mairie et les écoles sont situés au Pontil, près des sources de la Touvre, de la voie ferrée et de la route de Bois-Blanc.
Les hameaux de la Lèche, les Gauchons, les Varennes et Trotte-Renard s'échelonnent en remontant la vallée de l'Échelle au sud de la commune.
Au nord de la commune on trouve la Maillerie au pont de la D 699 sur la Touvre en limite avec Magnac, et Fourville en limite avec Mornac.
On a aussi Beauregard à l'est et à l'ouest les Chatins et les Cailloux. Ces hameaux anciens sont souvent entourés par des lotissements récents.
Le Pré de la Cure situé sur la berge sud de la Touvre héberge le stade communal, des tennis et un agréable espace vert.

### Communes limitrophes
|                   | Ruelle-sur-Touvre |        |
| Magnac-sur-Touvre | Touvre            | Mornac |
|                   | Garat             |        |

### Géologie et relief
Comme une grande partie du département, la commune est sur le sol calcaire du Bassin aquitain. Elle est entièrement dans le Jurassique (Oxfordien à l'est et Kimméridgien à l'ouest et au nord), et le Crétacé commence à l'ouest juste en dehors de la commune avec les hauteurs de Magnac et une faille importante d'orientation nord-ouest sud-est qui longe la vallée de l'Échelle,,.
Une autre faille perpendiculaire, d'orientation nord-est sud-ouest, traverse le nord-ouest de Bois Blanc et arrive au Pontil. Elle a donné naissance aux sources de la Touvre, car une épaisseur de 500 m de marnes du Kimméridgien inférieur imperméable barre la route à l'écoulement souterrain des eaux et les oblige à remonter à la surface. L'est de cette faille est du Jurassique plus ancien (Oxfordien), plus kartstique.
Le calcaire a alimenté des fours à chaux au nord de la commune à Fourville, dont un communal qui a fonctionné de 1928 à 1988, et une importante carrière au sud dans la vallée de l'Échelle.
Le relief est assez important à l'est de la commune, occupé par le massif forestier de Bois Blanc. C'est en limite de commune avec Mornac, au cœur de cette forêt, que se trouve le point culminant de 161 m. De ce plateau descendent des vallées sèches assez encaissées vers les vallées de l'Échelle et de la Touvre, qui occupent la moitié ouest de la commune. Entre ces vallées se trouvent des promontoires dominant la vallée de la Touvre et sur un desquels a été construit le bourg qui culmine à 92 m. Le promontoire du Peux, plus au nord, forme le prolongement ouest du Plantier de Mornac et domine aussi la Maillerie et la Touvre. Le point le plus bas de la commune, 42 m, est situé au pied sur la Touvre et en limite avec Ruelle. Les sources de la Touvre sont à 47 m d'altitude.

### Végétation
L'est de la commune est couvert par la forêt domaniale de Bois Blanc.

### Hydrographie

#### Réseau hydrographique
La commune est située dans le bassin versant de la Charente au sein du Bassin Adour-Garonne. Elle est drainée par la Bellonne, la Touvre, l'Echelle, le ruisseau de Bellevue et le ruisseau de Rochejoubert, qui constituent un réseau hydrographique de 6 km de longueur totale,.
La Touvre et ses sources, deuxième résurgence de France, sont dans la commune. La Touvre est une courte rivière qui se jette dans la Charente. Elle est aussi large à sa source qu'à son confluent. C'est à ces sources pures et constantes que se situe la station de pompage alimentant en eau une grande partie de l'agglomération angoumoisine.
L'Échelle, ruisseau qui prend sa source à Dignac, se jette dans la Touvre au niveau de ses sources et de la Lèche, au niveau d'une pisciculture alimentée par cette dernière.
Le reste de la commune, de nature karstique, n'offre pas d'autre cours d'eau.

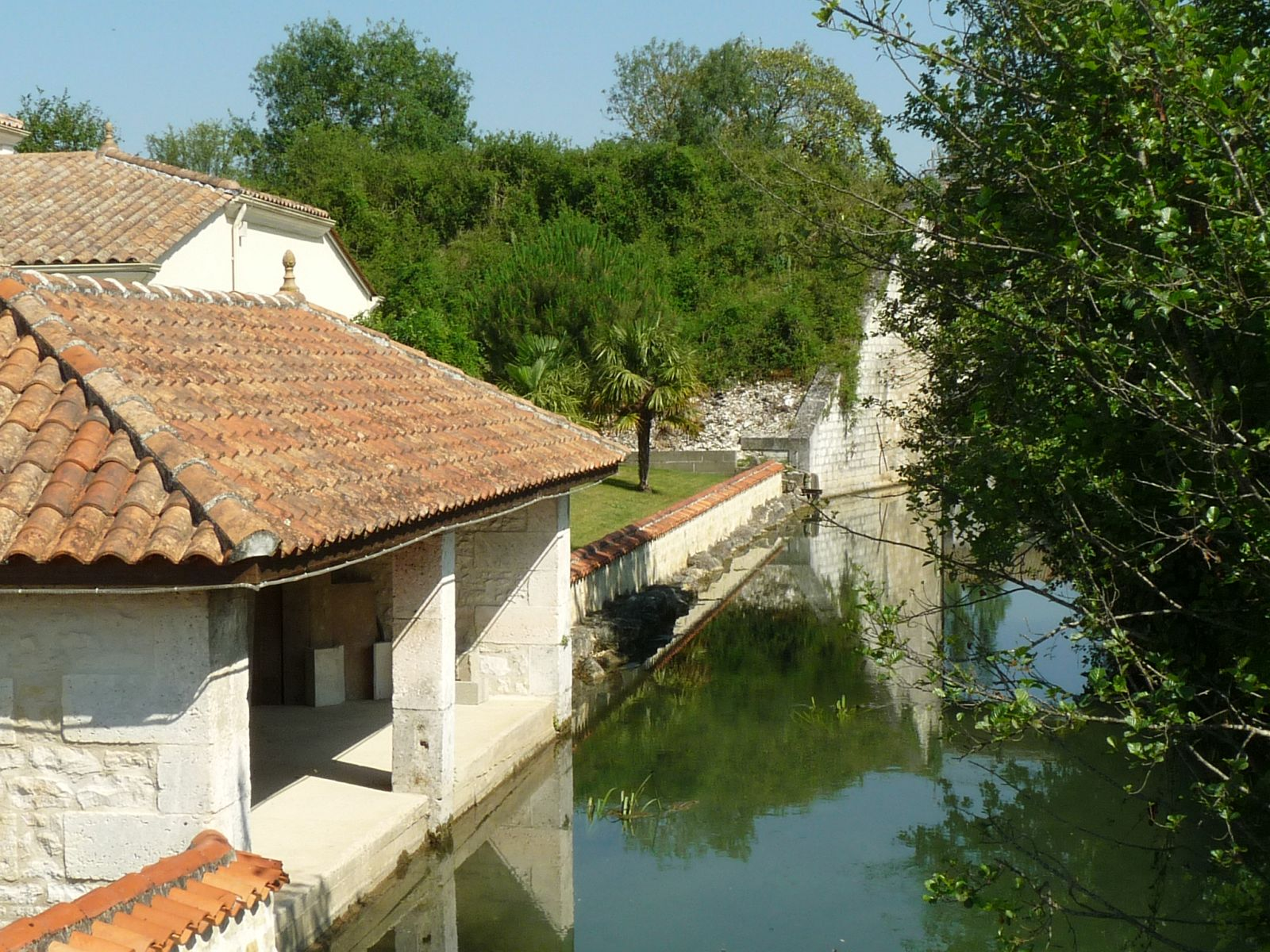
L'Échelle passant sous la voie ferrée.
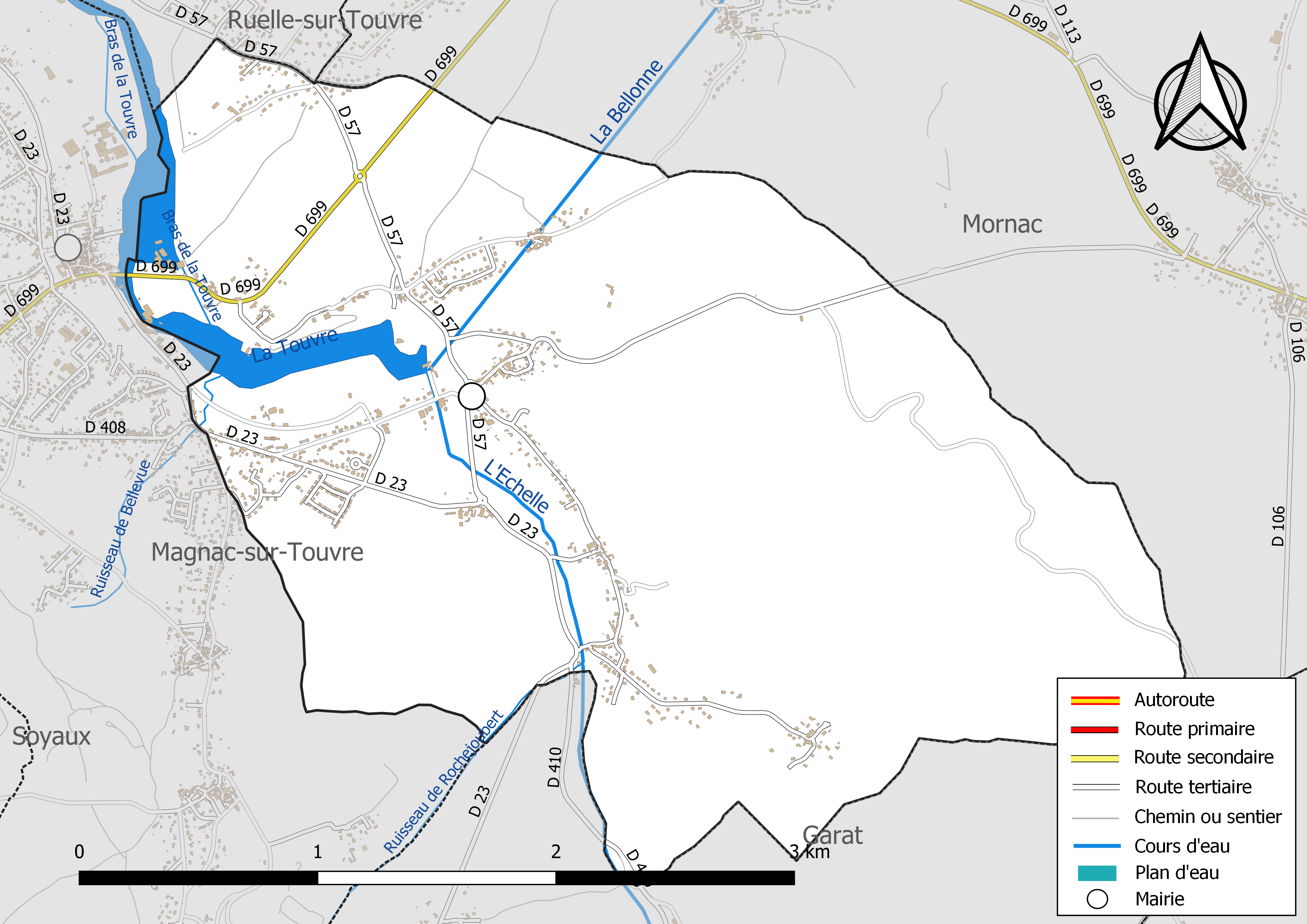
Réseaux hydrographique et routier de Touvre

#### Gestion des eaux
Le territoire communal est couvert par le schéma d'aménagement et de gestion des eaux (SAGE) « Charente ». Ce document de planification, dont le territoire correspond au bassin de la Charente, d'une superficie de 9 300 km2, a été approuvé le 19 novembre 2019. La structure porteuse de l'élaboration et de la mise en œuvre est l'établissement public territorial de bassin Charente. Il définit sur son territoire les objectifs généraux d’utilisation, de mise en valeur et de protection quantitative et qualitative des ressources en eau superficielle et souterraine, en respect des objectifs de qualité définis dans le troisième SDAGE  du Bassin Adour-Garonne qui couvre la période 2022-2027, approuvé le 10 mars 2022.

### Climat
Le climat est océanique aquitain, comme une grande partie du département, et il est semblable à celui de la ville de Cognac où est située la station météorologique départementale.
| Mois                              | jan. | fév.  | mars  | avril | mai   | juin  | jui.  | août  | sep.  | oct. | nov. | déc. | année   |
| --------------------------------- | ---- | ----- | ----- | ----- | ----- | ----- | ----- | ----- | ----- | ---- | ---- | ---- | ------- |
| Température minimale moyenne (°C) | 2    | 2,8   | 3,8   | 6,2   | 9,4   | 12,4  | 14,4  | 14    | 12,1  | 8,9  | 4,7  | 2,6  | 7,8     |
| Température moyenne (°C)          | 5,4  | 6,7   | 8,5   | 11,1  | 14,4  | 17,8  | 20,2  | 19,7  | 17,6  | 13,7 | 8,6  | 5,9  | 12,5    |
| Température maximale moyenne (°C) | 8,7  | 10,5  | 13,1  | 15,9  | 19,5  | 23,1  | 26,1  | 25,4  | 23,1  | 18,5 | 12,4 | 9,2  | 17,7    |
| Ensoleillement (h)                | 80   | 103,9 | 153,3 | 184,5 | 204,9 | 239,6 | 276,4 | 248,3 | 199,4 | 159  | 96,8 | 78,8 | 2 024,9 |
| Précipitations (mm)               | 80,4 | 67,3  | 65,9  | 68,3  | 71,6  | 46,6  | 45,1  | 50,2  | 59,2  | 68,6 | 79,8 | 80   | 783,6   |

## Urbanisme

### Typologie
Au 1er janvier 2024, Touvre est catégorisée commune rurale à habitat dispersé, selon la nouvelle grille communale de densité à 7 niveaux définie par l'Insee en 2022.
Elle appartient à l'unité urbaine d'Angoulême, une agglomération intra-départementale dont elle est une commune de la banlieue,. Par ailleurs la commune fait partie de l'aire d'attraction d'Angoulême, dont elle est une commune de la couronne,. Cette aire, qui regroupe 94 communes, est catégorisée dans les aires de 50 000 à moins de 200 000 habitants,.

### Occupation des sols
L'occupation des sols de la commune, telle qu'elle ressort de la base de données européenne d’occupation biophysique des sols Corine Land Cover (CLC), est marquée par l'importance des forêts et milieux semi-naturels (42,4 % en 2018), une proportion sensiblement équivalente à celle de 1990 (43 %). La répartition détaillée en 2018 est la suivante : 
forêts (42,4 %), terres arables (28,9 %), zones urbanisées (13,5 %), zones agricoles hétérogènes (12,5 %), eaux continentales (2,2 %), mines, décharges et chantiers (0,5 %). L'évolution de l’occupation des sols de la commune et de ses infrastructures peut être observée sur les différentes représentations cartographiques du territoire : la carte de Cassini (XVIIIe siècle), la carte d'état-major (1820-1866) et les cartes ou photos aériennes de l'IGN pour la période actuelle (1950 à aujourd'hui).

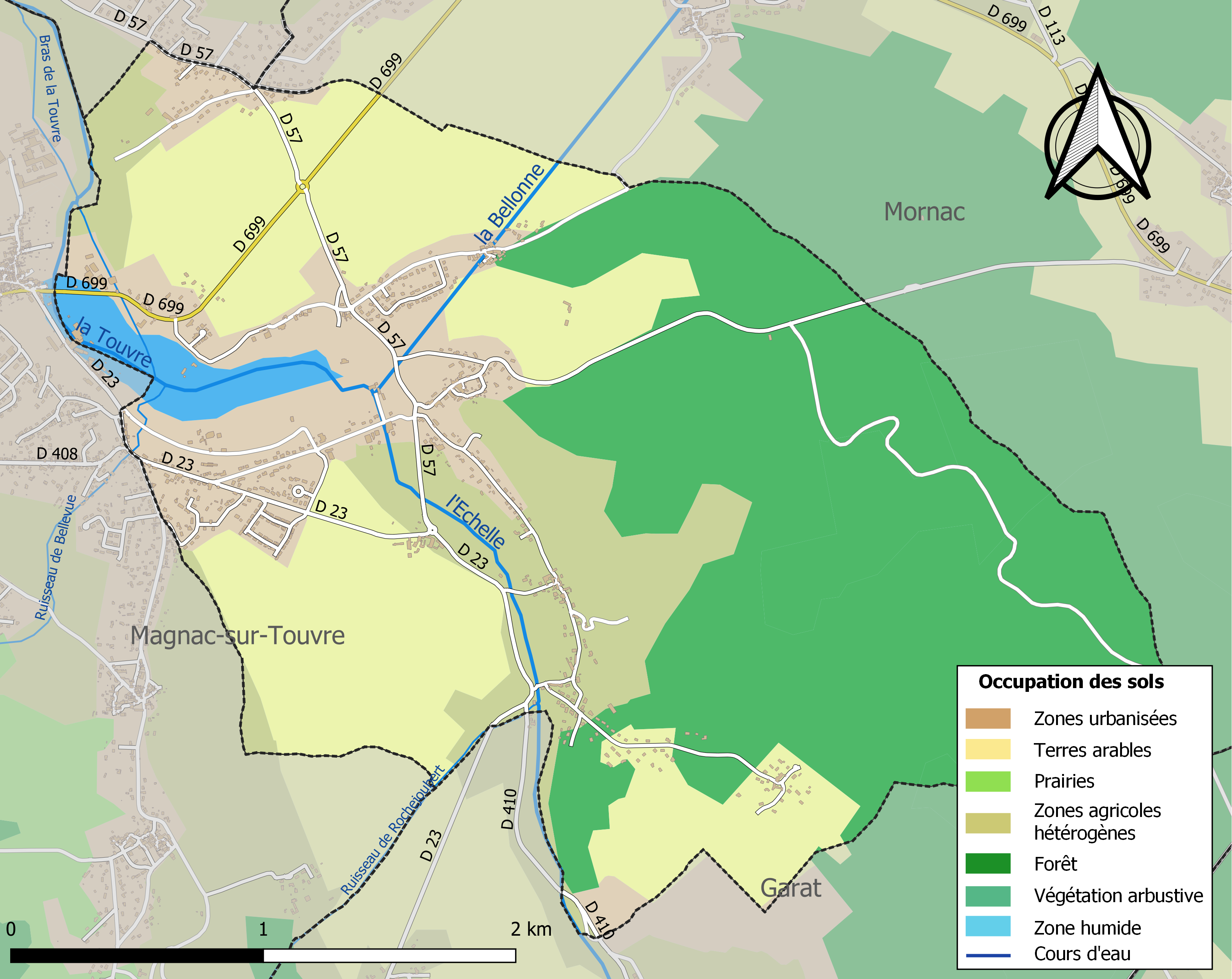
Carte des infrastructures et de l'occupation des sols de la commune en 2018 (CLC).

### Risques majeurs
Le territoire de la commune de Touvre est vulnérable à différents aléas naturels : météorologiques (tempête, orage, neige, grand froid, canicule ou sécheresse), inondations, feux de forêts, mouvements de terrains et séisme (sismicité faible). Il est également exposé à un risque technologique, le transport de matières dangereuses. Un site publié par le BRGM permet d'évaluer simplement et rapidement les risques d'un bien localisé soit par son adresse soit par le numéro de sa parcelle.

#### Risques naturels
Certaines parties du territoire communal sont susceptibles d’être affectées par le risque d’inondation par ruissellement et coulée de boue, notamment l'Échelle, la Touvre et la Bellonne. La commune a été reconnue en état de catastrophe naturelle au titre des dommages causés par les inondations et coulées de boue survenues en 1982, 1983, 1988, 1993, 1999, 2009, 2012 et 2014,.
Touvre est exposée au risque de feu de forêt du fait de la présence sur son territoire des forêts domaniales de Bois Blanc et de la Braconne. Un plan départemental de protection des forêts contre les incendies (PDPFCI) a été élaboré pour la période 2017-2026, faisant suite à un plan 2007-2016. Les mesures individuelles de prévention contre les incendies sont précisées par divers arrêtés préfectoraux et s’appliquent dans les zones exposées aux incendies de forêt et à moins de 200 mètres de celles-ci. L’arrêté du 3 mai 2016 règlemente l'emploi du feu en interdisant notamment d’apporter du feu, de fumer et de jeter des mégots de cigarette dans les espaces sensibles et sur les voies qui les traversent sous peine de sanctions. L'arrêté du 27 décembre 2019 rend le débroussaillement obligatoire, incombant au propriétaire ou ayant droit,,,.

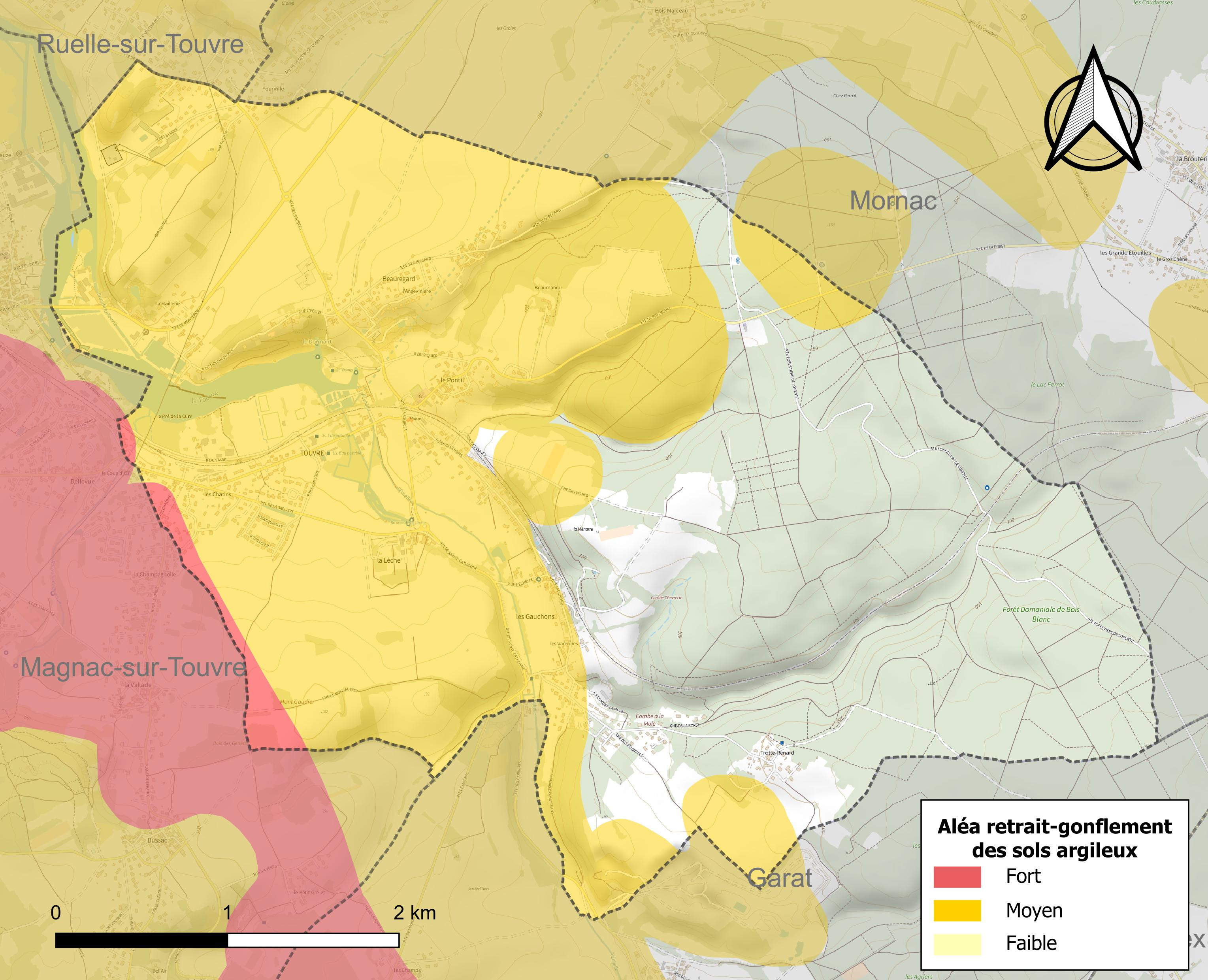
Carte des zones d'aléa retrait-gonflement des sols argileux de Touvre.

Les mouvements de terrains susceptibles de se produire sur la commune sont des glissements de terrain.
Le retrait-gonflement des sols argileux est susceptible d'engendrer des dommages importants aux bâtiments en cas d’alternance de périodes de sécheresse et de pluie. 60,1 % de la superficie communale est en aléa moyen ou fort (67,4 % au niveau départemental et 48,5 % au niveau national). Sur les 559 bâtiments dénombrés sur la commune en 2019, 498 sont en aléa moyen ou fort, soit 89 %, à comparer aux 81 % au niveau départemental et 54 % au niveau national. Une cartographie de l'exposition du territoire national au retrait gonflement des sols argileux est disponible sur le site du BRGM,.
Par ailleurs, afin de mieux appréhender le risque d’affaissement de terrain, l'inventaire national des cavités souterraines permet de localiser celles situées sur la commune.
Concernant les mouvements de terrains, la commune a été reconnue en état de catastrophe naturelle au titre des dommages causés par la sécheresse en 2010 et 2011 et par des mouvements de terrain en 1999.

#### Risques technologiques
Le risque de transport de matières dangereuses sur la commune est lié à sa traversée par une ou des infrastructures routières ou ferroviaires importantes ou la présence d'une canalisation de transport d'hydrocarbures. Un accident se produisant sur de telles infrastructures est susceptible d’avoir des effets graves sur les biens, les personnes ou l'environnement, selon la nature du matériau transporté. Des dispositions d’urbanisme peuvent être préconisées en conséquence.

## Toponymie
Le nom de la commune est attesté sous la forme ancienne Tolvera en 1319.
Selon un processus courant en toponymie, le nom du village de Touvre est emprunté à celui de la rivière éponyme.

## Histoire

### Antiquité
Le chemin des Anglais, ancienne voie romaine d'Angoulême à Limoges, traversait la commune d'ouest en est. Elle empruntait la route forestière de Bois Blanc, qui s'appelait autrefois chemin ferré, et au bord de laquelle on a trouvé une ruine et des tuiles gallo-romaines.
Cette route (la D 408 actuelle et la route forestière) a été la route d'Angoulême à Montbron avant le XXe siècle et la construction de la route actuelle par Mornac. Le hameau le Pontil étalé le long de cette route et où se trouvent la mairie et l'école s'appelait alors Chez Lorin.
Quelques tombeaux antiques ont été retrouvés sur la commune, de l'époque Tène III (près de Bois Blanc) et de l'époque romaine (à Longevinière).

### Moyen Âge

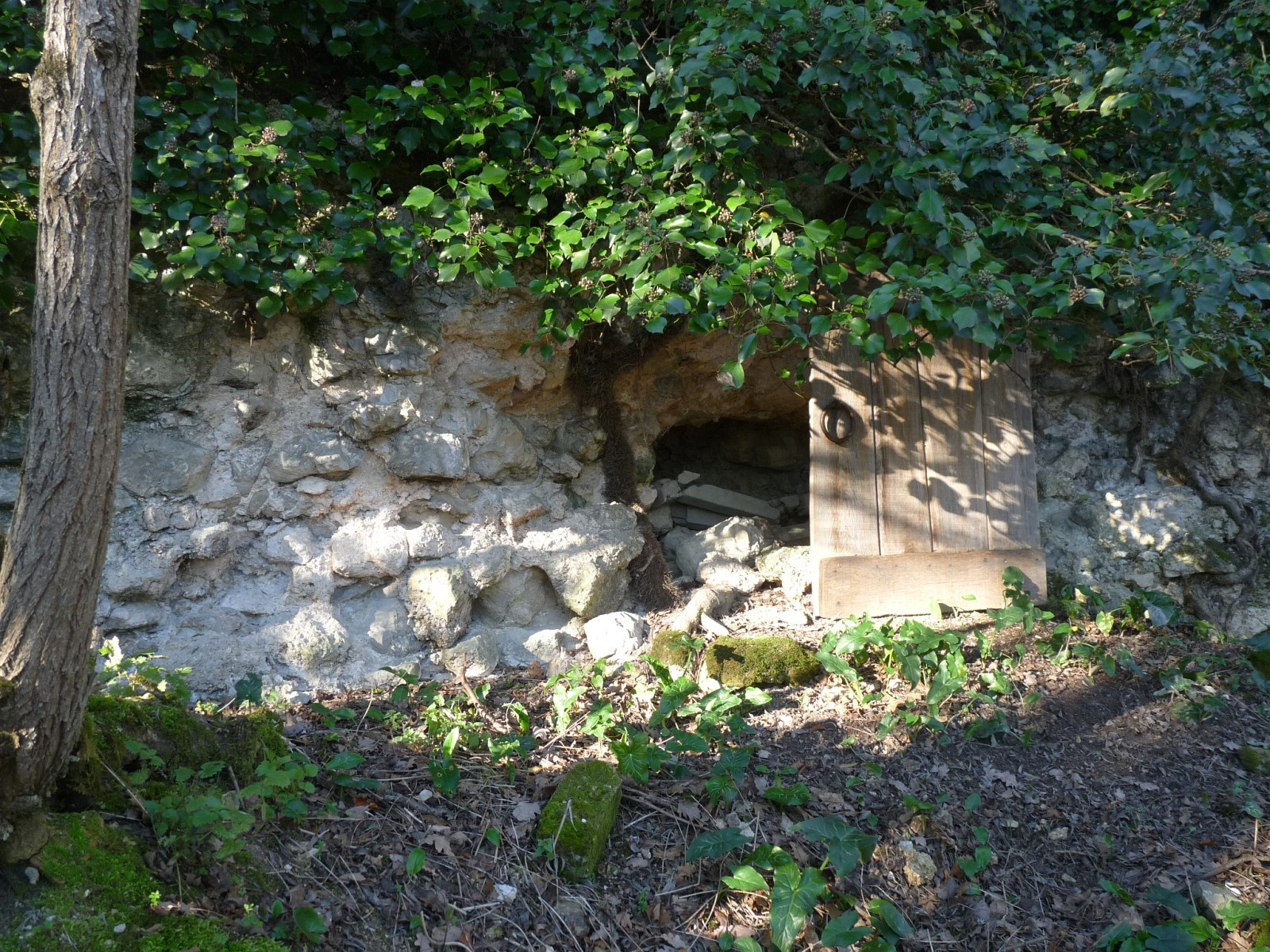
Entrée d'un ancien souterrain, au pied du château.

Guillaume Taillefer, évêque d'Angoulême, a bâti le château vers 1049 pour se défendre de son frère le comte Foulques. C'était alors une forteresse. À la mort de Guillaume, le château revint aux comtes d'Angoulême, mais une partie des terres demeurera jusqu'à la Révolution propriété de l'évêque, qui avait aussi le titre de baron de Touvre.
À la mort de Guy de Lusignan en 1308 qui marquait le rattachement de l'Angoumois à la couronne de France, le château devint la propriété des rois de France qui y placèrent une garnison et un gouverneur.
En 1360 le château comme tout le comté est repassé aux mains des Anglais avec le traité de Brétigny. Le 22 octobre 1361, Jean Chandos, lieutenant du roi Édouard III d'Angleterre et connétable d'Aquitaine, chargé d'appliquer le traité de Brétigny en particulier en Angoumois, prend possession du château de Touvre. Il en confie la garde à Helionet Servieau, châtelain du lieu, après lui avoir fait faire serment de fidélité au roi d'Angleterre.
En 1387 les Anglais sont chassés par le maréchal de Sancerre, qui démantèle le château, dont les débris demeurent la propriété des rois de France. Ce qui reste du château est vendu à divers propriétaires de la région et en 1738 son propriétaire reconstruit un autre château plus modeste à côté. En 1779 peu avant la Révolution, le comte d'Artois revendique son droit de propriété, mais les ruines du château sont vendues comme bien national à la Révolution. Aujourd'hui il ne reste plus que des vestiges insignifiants de ce château. On trouve encore à son pied le moulin du Roy.
Au cours du Moyen Âge, Touvre se trouvait aussi sur un itinéraire secondaire est-ouest entre Montbron et Angoulême fréquenté par les pèlerins qui allaient au sanctuaire de Saint-Jacques-de-Compostelle et aux reliques de saint Eutrope à Saintes.
L'état des paroisses de 1686 précise que l’évêque d’Angoulême est le seigneur de cette pauvre paroisse de 44 feux dont la terre est ingrate.
Les registres de l'état civil remontent à 1643.

### Temps modernes

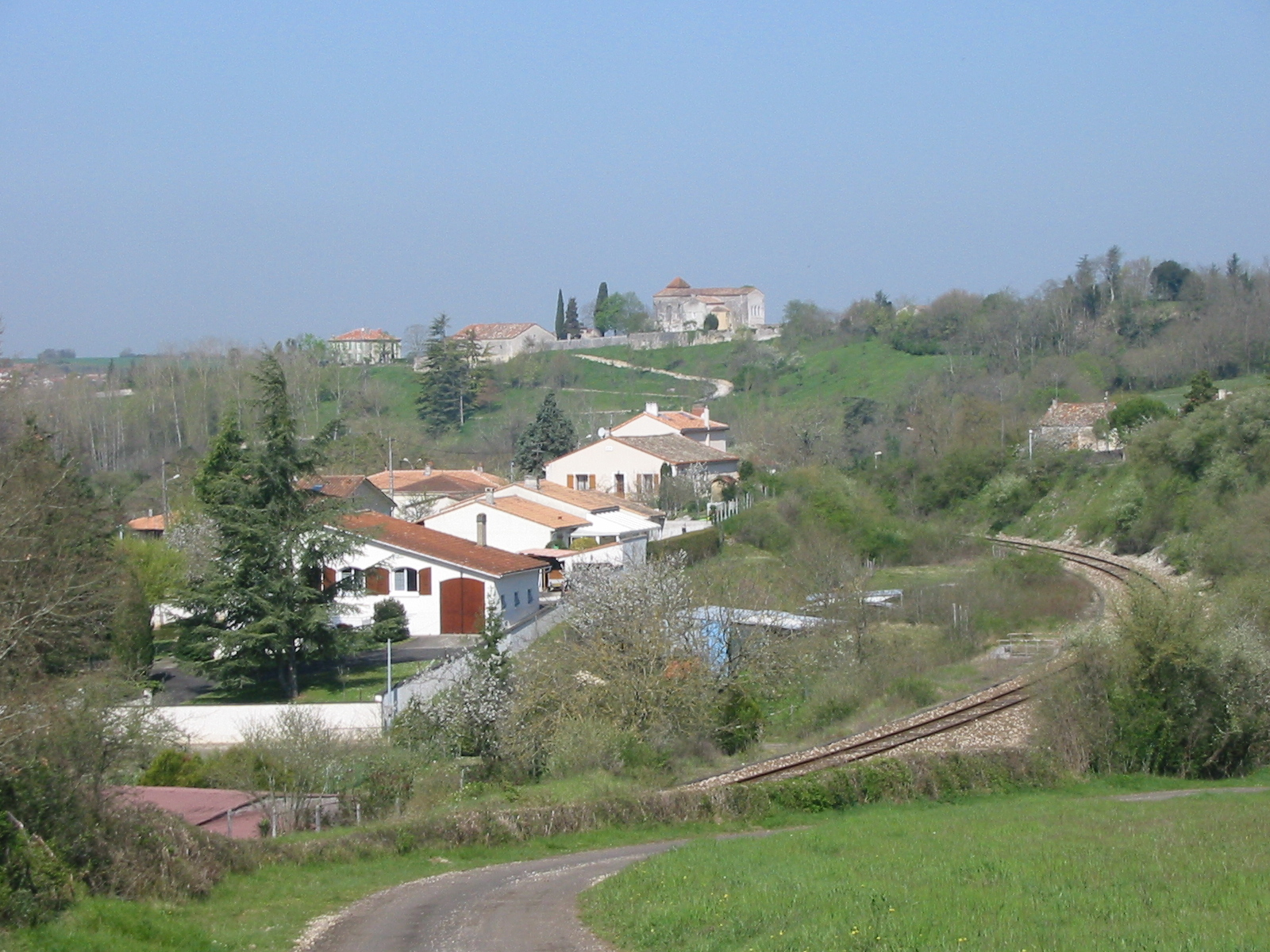
La voie ferrée de Limoges et l'ancienne bifurcation vers Ribérac à gauche.

En 1875, avec l'arrivée du chemin de fer, la ligne d'Angoulême à Limoges traverse la commune ainsi que celle d'Angoulême à Périgueux qui bifurquait au Pontil pour s'engager dans la vallée de l'Échelle après 1894. La gare de Touvre est en limite avec la commune de Magnac et la gare s'appelle Magnac - Touvre. Cette même gare sera desservie par le chemin de fer à voie métrique le petit Mairat d'Angoulême à Montbron et Roumazières, entré en fonction en 1912, et qui passe à côté des sources de la Touvre pour se diriger vers Mornac. Hormis la ligne d'Angoulême à Limoges, ces voies ferrées seront abandonnées et déposées vers 1950. La gare ne sera plus desservie du tout à partir des années 1980.
Au début du XXe siècle, l'industrie dans la commune était représentée par la minoterie du Pontil, par l'ancien Moulin du Roy transformé en boulangerie, par la papeterie de la Maillerie et par des fours à chaux situés à Fourville et aux Villars,.

## Administration
| Période                                  | Période  | Identité          | Étiquette | Qualité                                                             |
| ---------------------------------------- | -------- | ----------------- | --------- | ------------------------------------------------------------------- |
| Les données manquantes sont à compléter. |          |                   |           |                                                                     |
| 1997                                     | 2008     | Michel Humeau     | DVG       |                                                                     |
| 2008                                     | En cours | Brigitte Baptiste | DVG-PS    | Agent communal, conseillère départementale (suppléante) depuis 2021 |

## Démographie

### Évolution démographique
L'évolution du nombre d'habitants est connue à travers les recensements de la population effectués dans la commune depuis 1793. Pour les communes de moins de 10 000 habitants, une enquête de recensement portant sur toute la population est réalisée tous les cinq ans, les populations de référence des années intermédiaires étant quant à elles estimées par interpolation ou extrapolation. Pour la commune, le premier recensement exhaustif entrant dans le cadre du nouveau dispositif a été réalisé en 2008.

En 2022, la commune comptait 1 146 habitants, en évolution de −5,91 % par rapport à 2016 (Charente : −0,48 %, France hors Mayotte : +2,11 %).
| 1793 | 1800 | 1806 | 1821 | 1831 | 1841 | 1846 | 1851 | 1856 |
| ---- | ---- | ---- | ---- | ---- | ---- | ---- | ---- | ---- |
| 245  | 276  | 226  | 282  | 274  | 325  | 334  | 319  | 319  |

| 1861 | 1866 | 1872 | 1876 | 1881 | 1886 | 1891 | 1896 | 1901 |
| ---- | ---- | ---- | ---- | ---- | ---- | ---- | ---- | ---- |
| 380  | 347  | 376  | 397  | 422  | 459  | 549  | 504  | 492  |

| 1906 | 1911 | 1921 | 1926 | 1931 | 1936 | 1946 | 1954 | 1962 |
| ---- | ---- | ---- | ---- | ---- | ---- | ---- | ---- | ---- |
| 530  | 571  | 489  | 461  | 504  | 534  | 479  | 471  | 567  |

| 1968 | 1975 | 1982 | 1990  | 1999  | 2006  | 2008  | 2013  | 2018  |
| ---- | ---- | ---- | ----- | ----- | ----- | ----- | ----- | ----- |
| 604  | 785  | 933  | 1 020 | 1 024 | 1 090 | 1 109 | 1 224 | 1 164 |

| 2022  | - | - | - | - | - | - | - | - |
| ----- | - | - | - | - | - | - | - | - |
| 1 146 | - | - | - | - | - | - | - | - |

### Pyramide des âges
En 2018, le taux de personnes d'un âge inférieur à 30 ans s'élève à 29,8 %, soit en dessous de la moyenne départementale (30,2 %). À l'inverse, le taux de personnes d'âge supérieur à 60 ans est de 30,4 % la même année, alors qu'il est de 32,3 % au niveau départemental.
En 2018, la commune comptait 567 hommes pour 597 femmes, soit un taux de 51,29 % de femmes, légèrement inférieur au taux départemental (51,59 %).
Les pyramides des âges de la commune et du département s'établissent comme suit.
| Hommes | Classe d’âge | Femmes |
| ------ | ------------ | ------ |
| 0,5    | 90 ou +      | 1,0    |
| 7,6    | 75-89 ans    | 8,0    |
| 22,2   | 60-74 ans    | 21,4   |
| 23,1   | 45-59 ans    | 23,1   |
| 16,4   | 30-44 ans    | 16,9   |
| 13,9   | 15-29 ans    | 12,6   |
| 16,2   | 0-14 ans     | 16,9   |

| Hommes | Classe d’âge | Femmes |
| ------ | ------------ | ------ |
| 1      | 90 ou +      | 2,7    |
| 9,2    | 75-89 ans    | 12     |
| 20,6   | 60-74 ans    | 21,3   |
| 20,7   | 45-59 ans    | 20,3   |
| 16,8   | 30-44 ans    | 16     |
| 15,6   | 15-29 ans    | 13,4   |
| 16,1   | 0-14 ans     | 14,3   |

## Équipements, services et vie locale

### Enseignement
Touvre possède une école primaire publique comprenant quatre classes (une de maternelle et trois d'élémentaire); elle est située route de Bois Blanc. Le collège public du secteur est à Ruelle-sur-Touvre.

## Culture locale et patrimoine

### Lieux et monuments

#### Patrimoine religieux

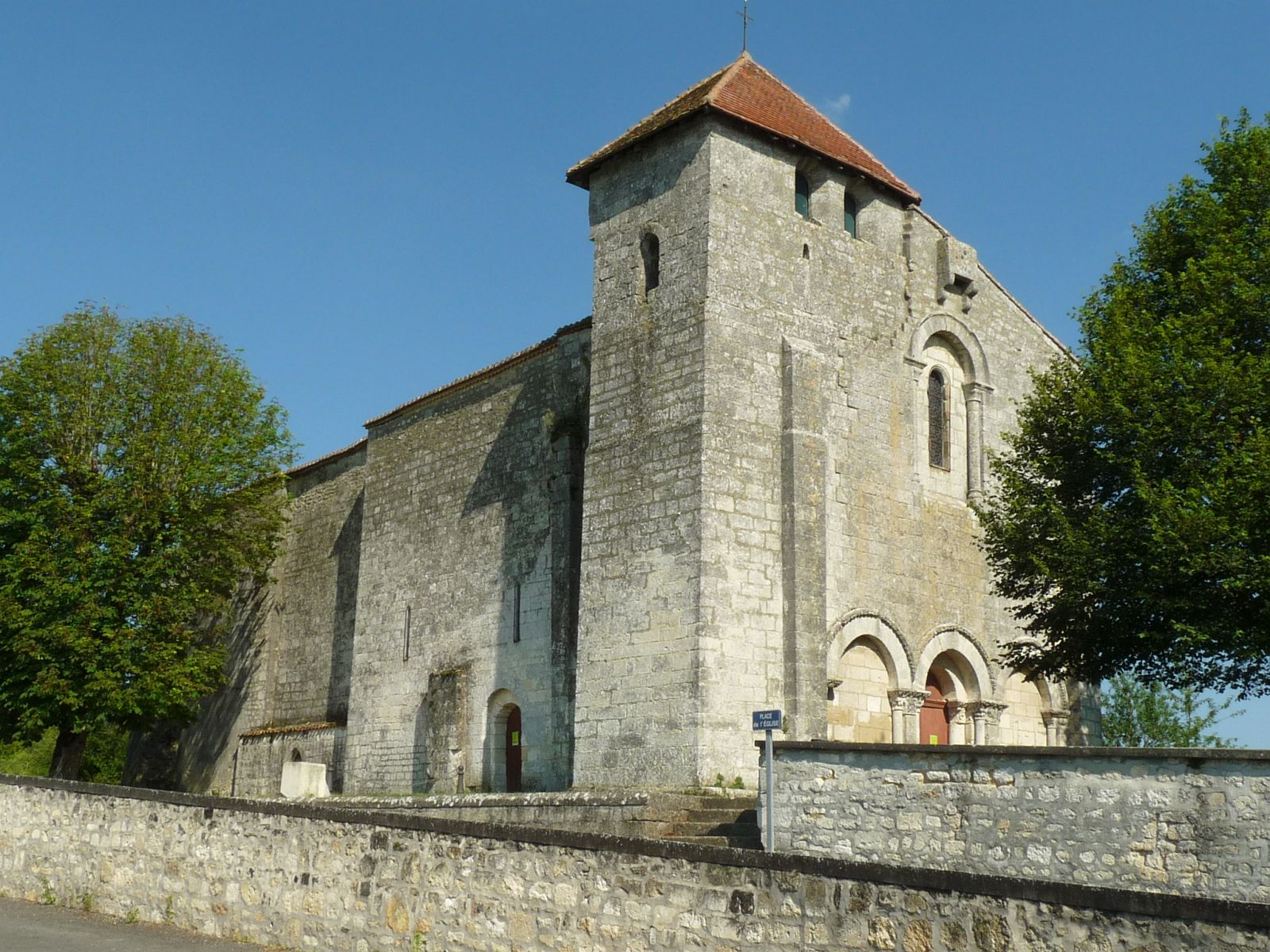
L'église Sainte-Madeleine.

L'église paroissiale Sainte-Madeleine domine les sources de la Touvre sur un éperon où se situait jadis aussi le château. Elle date du XIIe siècle et présente dans la nef quatre chapiteaux inscrits monuments historiques par arrêté du 26 avril 1938 et le portail a été inscrit en 1949.
Sa cloche date de 1536 et il y est gravé « I.IHS. M.LAN. MIL. V.XXX. VI. S.MARIA. MAGDALENA. S.BARBARA. ORATE. PRO. NOBIS. ». Elle est classée monument historique au titre objet depuis 1939.

#### Patrimoine civil

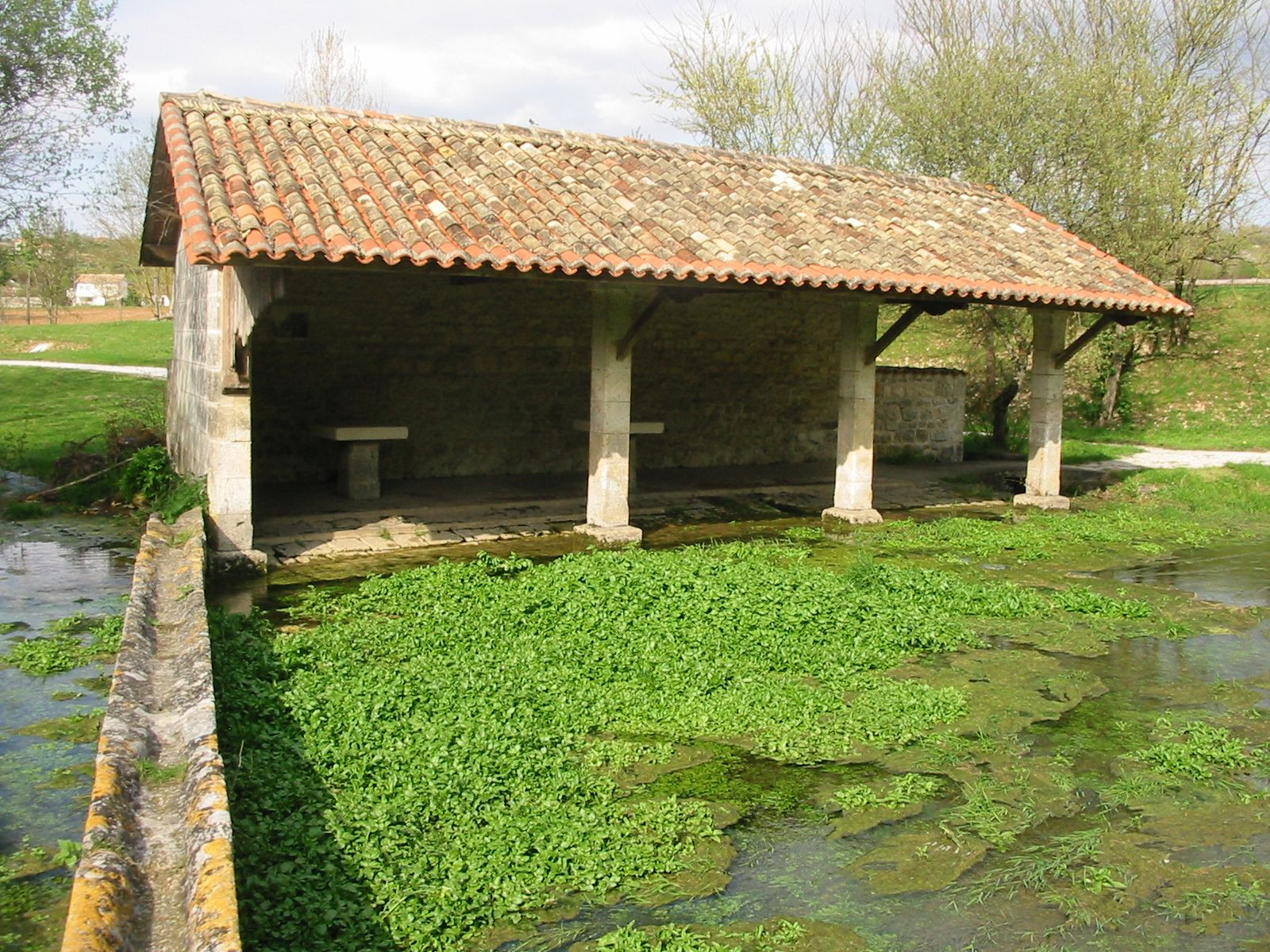
Lavoir de la Lèche.

- Du château féodal, appelé à tort château de Ravaillac, il ne reste que des fondations.
- Le logis de la Lèche construit à la fin du XVIIe siècle a été inscrit monument historique le 22 juin 1994[47].
- Le lavoir de la Lèche, situé à la source de la Lèche a été construit vers 1933 sur l’emplacement d’un lavoir plus ancien. Celui du Pontil a été construit en 1925 et ceux sur l’Échelle aux Gauchons et aux Varennes datent d'après 1930[48].
- Le moulin de Lussac, ancienne minoterie du Pontil est situé sur le site de la pisciculture Ravenel.
- Le moulin de la Maillerie est un ancien moulin à blé transformé à la fin du XIXe siècle en cartonnerie puis en usine de caoutchouc avec une partie des bâtiments en ruine[49].
- Le moulin du Roy était un ancien moulin à blé qui est devenu la pisciculture Bellet[50].

#### Patrimoine environnemental

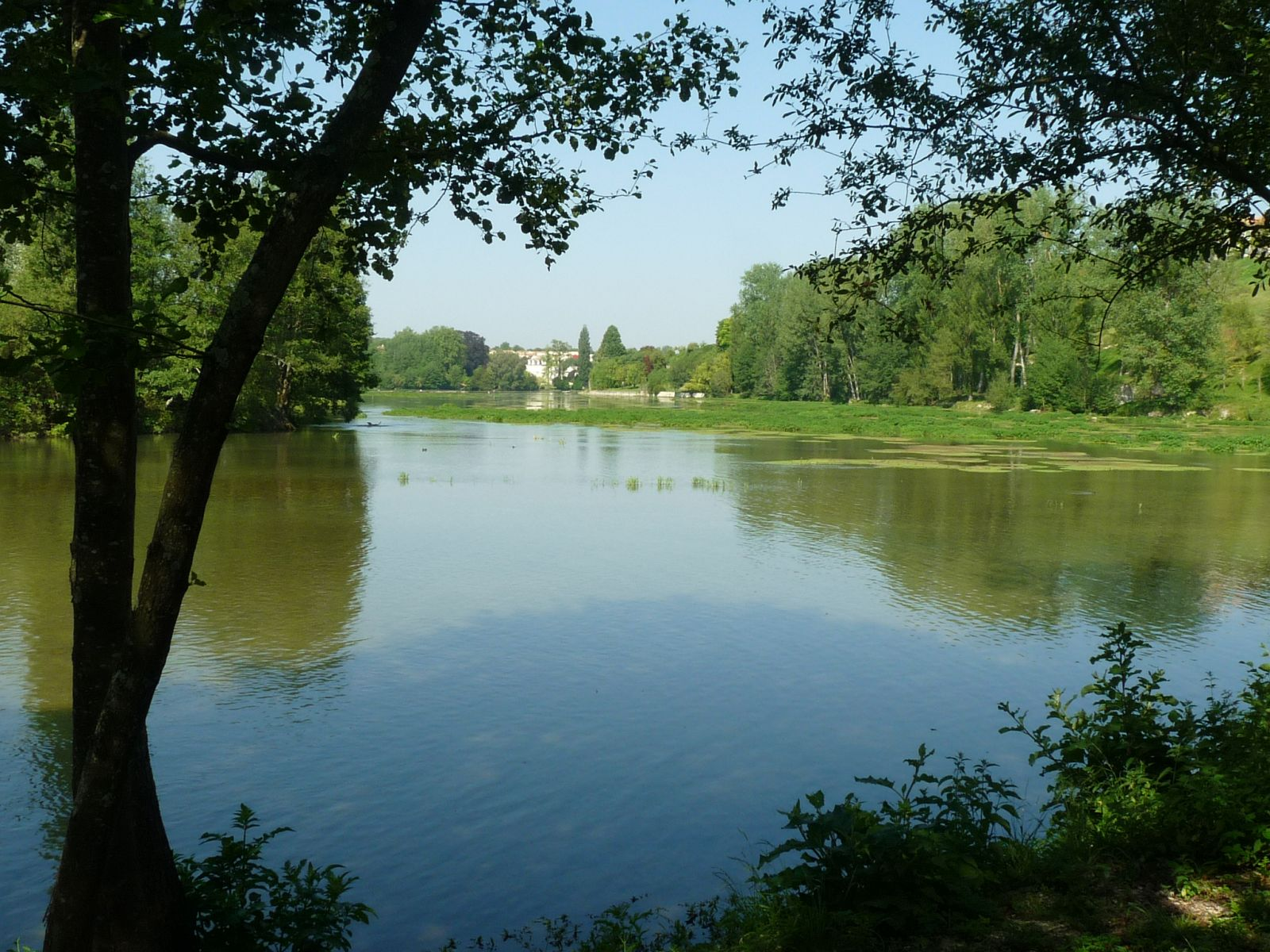
Sources de la Touvre.

Les sources de la Touvre sont la deuxième résurgence de France.
Le GR 4 de Royan à Grasse et le GR 36 de la Manche aux Pyrénées font trajet commun à l'ouest de la commune pour contourner Angoulême par le sud, et se séparent à l'est en arrivant dans la forêt de Bois-Blanc.

### Personnalités liées à la commune
- François Ravaillac, assassin du roi Henri IV est dit né à Touvre en 1578 dans certains écrits. Cette légende repose sur le fait qu'il existe à Touvre une maison que la tradition populaire appelle "le château de Ravaillac", mais qui n'a jamais appartenu à la famille Ravaillac. En réalité, il est né à Angoulême, où sa famille était établie depuis plusieurs générations[51].

### Héraldique
| Blason | Blasonnement : D'azur à trois poissons d'argent rangés en pal, surmontés d'un croissant posé en bande du même, lui-même surmonté d'une couronne murale d'argent. Commentaires : Blason de Touvre. |